# (898) Hildegard
(898) Hildegard es un asteroide perteneciente al cinturón de asteroides descubierto el 3 de agosto de 1918 por Maximilian Franz Wolf desde el observatorio de Heidelberg-Königstuhl, Alemania.
Recibió su nombre en honor de Hildegarda de Bingen, santa mística alemana del siglo XII.

## Características orbitales
El asteroide presenta una órbita caracterizada por un semieje mayor de 2,7255 ua y una excentricidad de 0,3748, con una inclinación axial de 10,105° respecto de la eclíptica. Su período orbital es de 4,5 años, y su velocidad orbital de 18,04 km/s.